# Cardioglossa cyaneospila
Cardioglossa cyaneospila е вид земноводно от семейство Arthroleptidae.

## Разпространение
Видът е разпространен в Бурунди, Демократична република Конго и Руанда.